# Automerina
Automerina — род чешуекрылых из семейства павлиноглазок и подсемейства Hemileucinae.

## Систематика
В состав рода входят:
- Automerina caudatula (Felder, 1874) — Эквадор
- Automerina cypria (Gmelin, 1790) — Эквадор, Амазонка
- Automerina vala (Kirby, 1871) — Эквадор